# Théorème de Nagell-Lutz
Ne pas confondre avec le théorème de Nagel.
En mathématiques, le théorème de Nagell-Lutz est un résultat sur la géométrie diophantienne des courbes elliptiques.
Supposons que la courbe cubique C à coefficients entiers a, b, c définie par
{\displaystyle y^{2}=x^{3}+ax^{2}+bx+c=f(x)\,}
est non singulière.
Soit P = (x, y) un point rationnel de C, d'ordre fini pour la loi de groupe.
Alors x et y sont entiers. De plus, ou bien y = 0 (dans ce cas P est d'ordre 2), ou bien y2 divise le discriminant D du polynôme cubique f,
{\displaystyle D=-4a^{3}c+a^{2}b^{2}+18abc-4b^{3}-27c^{2}.}
Ce résultat entraîne que la torsion du groupe des points rationnels de la courbe est effectivement calculable.
Ce théorème a été démontré indépendamment par le norvégien Trygve Nagell en 1935 et la française Élisabeth Lutz en 1937.